# Melanolagus
Melanolagus is een monotypisch geslacht van straalvinnige vissen uit de familie van de kleinbekken (Bathylagidae) en de orde van Spieringachtigen (Osmeriformes).

## Soort
- Melanolagus bericoides (Borodin, 1929)